# Santa Maria in Via Lata (titre cardinalice)
La diaconie cardinalice de Santa Maria in Via Lata est, selon la tradition, instituée autour de 250 par le pape Fabien bien qu'il ne puisse alors s'agir que de l'attachement à un diacre régionaire lors de la division de Rome en sept regio ecclésiastiques. Elle est attachée à l'église Santa Maria in Via Lata et c'est vers le premier quart du VIIe siècle qu'elle est associée à l'institution charitable appelée « diaconie ».
Cette diaconie cardinalice fut longtemps attribuée au cardinal protodiacre.

## Titulaires
- Adrien (770-772), deviendra pape Adrien Ier
- Gregorio, o.s.b. (1088-1099)
- Ugo d'Alatri (1105-1112)
- Romualdo Guarna (circa 1112-1122)
- Uberto (1122- circa 1125)
- Pietro (1125-1127)
- Guido del Castello (1127-1133), deviendra pape Célestin II
- Ubaldo (1133-1144)
- Gerardo Caccianemici (ou Gaetani) (1149-1155)
- Guglielmo Matingo (ou Matengo), s.o.c. (1155-1158)
- Raimondo il Maestro (1158- circa 1176)
- Ardoino (ou Arduino de Piacenza) (1178- circa 1182)
- Soffredo Errico Gaetani (ou Soffrido, ou Goffredo) (1182-1193)
- Pierre de Capoue (1193-1201)
- Giovanni (1205-1216)
- Ottaviano degli Ubaldini (1244-1273)
- Giacomo Colonna (1278-1297)
- Luca Fieschi, des Condes de Lavagna (1300-1306)
- Nicolas de Besse (ou de Bellefaye) (1344-1369)
- Pierre de la Vergne (ou Veroche) (1371-1403)
- Antoine de Challant (1404-1412), pseudo-cardinal des antipapes Benoît XIII, Alexandre V et Jean XXIII
- Domenico Capranica (1426 ou 1430-1444), in commendam (1444-1458)
- Roderic Llançol-Borja y Borja, in commendam (1458-1492), deviendra pape Alexandre VI
- Vacance (1492-1496)
- Juan de Borja Llançol de Romaní (1496-1500)
- Pedro Luis de Borja Llançol de Romaní (1500-1503), in commendam (1503-1511)
- Marco Cornaro (1513-1523)
- Alessandro Cesarini (1523-1540)
- Niccolò Ridolfi (1540-1550)
- Innocenzo Cybo (1550)
- Niccolò Gaddi (1550-1552)
- Guidascanio Sforza (1552-1564)
- Hippolyte d'Este (1564)
- Vitellozzo Vitelli (1564-1568)
- Innocenzo Ciocchi del Monte (1568-1577)
- Antonio Carafa (1577-1583)
- Luigi d'Este (1583-1586)
- Ferdinand de Médicis (1587-1588)
- Francesco Sforza (1588-1617)
- Édouard Farnèse (1617-1621)
- Andrea Baroni Peretti Montalto (1621)
- Alessandro d'Este (1621-1623)
- Carlo Emmanuele Pio (1623-1626)
- Maurice de Savoie (1626-1642)
- Antonio Barberini (1642-1653)
- Giangiacomo Teodoro Trivulzio (1653-1655)
- Giulio Gabrielli (1655-1656)
- Virginio Orsini (1656-1666)
- Francesco Maidalchini (1666-1689)
- Nicolò Acciaioli (1689)
- Urbano Sacchetti (1689-1693)
- Benedetto Pamphilj (1693-1730)
- Lorenzo Altieri (1730-1741)
- Carlo Maria Marini (1741-1747)
- Alessandro Albani (1747-1779)
- Domenico Orsini d'Aragona (1779-1789)
- Ignazio Gaetano Boncompagni-Ludovisi (1789-1790)
- Gregorio Antonio Maria Salviati (1790-1794)
- Vincenzo Maria Altieri (1794-1798)
- Antonio Maria Doria Pamphilj (1800-1821)
- Fabrizio Dionigi Ruffo (1821-1827)
- Giuseppe Albani (1828-1834)
- Tommaso Riario Sforza (1834-1857)
- Ludovico Gazzoli (1857-1858)
- Giuseppe Ugolini (1858-1867)
- Giacomo Antonelli (1868-1876)
- Prospero Caterini (1876-1881)
- Teodolfo Mertel (1881-1884)
- Lorenzo Ilarione Randi (1884-1887)
- Joseph Hergenröther (1887-1890)
- Isidoro Verga (1891-1896)
- Luigi Macchi (1896-1907)
- Vacance (1907-1911)
- Louis Billot, s.j. (1911-1927)
- Vacance (1927-1937)
- Giuseppe Pizzardo, titulaire pro illa vice (1937-1948)
- Vacance (1948-1953)
- Valerian Gracias, titulaire pro illa vice (1953-1978)
- Władysław Rubin (1979-1990), titulaire pro illa vice (1990)
- Edward Idris Cassidy (1991-2002), titulaire pro hac vice (2002-2021)
- Fortunato Frezza (depuis 2022)

## Sources
- (it) Cet article est partiellement ou en totalité issu de l’article de Wikipédia en italien intitulé « Santa Maria in Via Lata (diaconia) » (voir la liste des auteurs).